# Мордово (Тамбовская область)

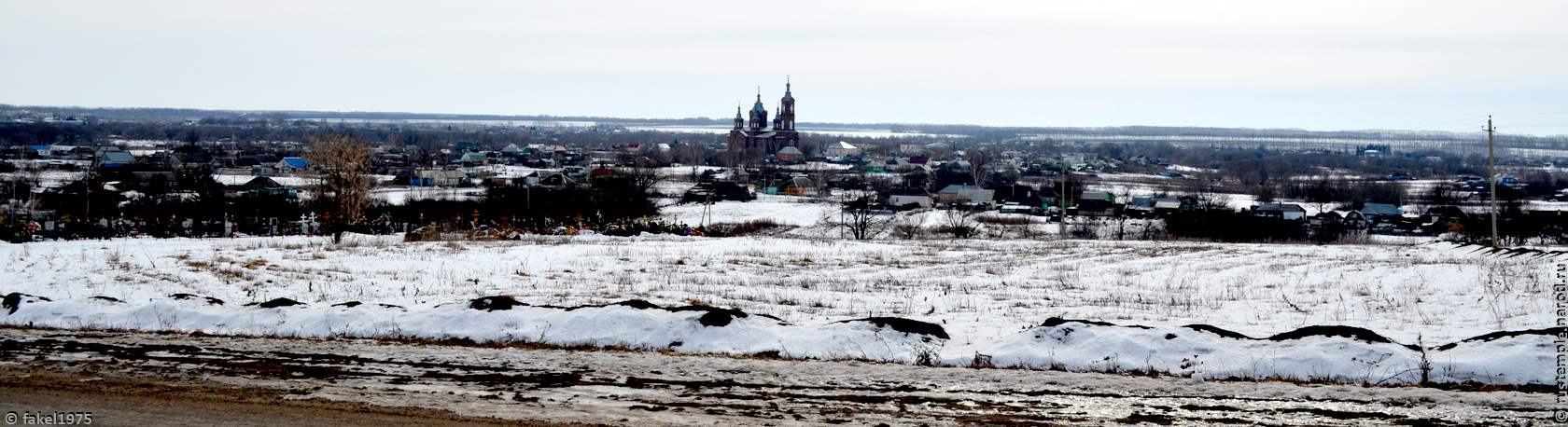
Мордово

Мордо́во — рабочий поселок в Тамбовской области, административный центр Мордовского района и Мордовского поссовета.

## География
Расположен в юго-западной части области, в 80 км от Тамбова, на берегах реки Битюг. Железнодорожная станция Оборона на линии Грязи — Поворино.
Расположено оно было на правом берегу реки Битюг. Заселение левого берега началось в XIX веке, ускорившееся после 1879 года, когда там была построена Грязе-Царицинская железная дорога.

## История
На карте Воронежской провинции (1724 год, геодезисты Корней Бородавкин и Никита Сомароков) обозначена как населенный пункт с церковью .
Упоминается в документах 2-й ревизии (1744).
Населяли село в основном служилые люди и крестьяне-однодворцы.
В документах 1782 года село Мордово упоминается как волостной центр Усманского уезда Тамбовской губернии с населением около 4000 человек.
В XIX веке стало локальным торговым центром, здесь действовали ярмарка, базар, 2 мельницы, народное училище.
Первоначально село располагалось на правом берегу реки Битюг. Заселение левого берега началось после строительства Грязе-Царицынской железной дороги.
В 1873 году станцию посетил Насер ад-Дин Шах Каджар, который вышел из вагона, чтобы посмотреть на локомотив во время маневров его на станции.
В 1893 году по объёмам отправки скота станция занимала третье место в Российской империи.
К 1913 году Мордово становится одним из крупнейших селений Усманского уезда, где насчитывается 1320 дворов и 8250 жителей.
В 1921 году рабочим железной дороги, сахарного завода и красноармейцам в схватке с отрядами Антонова удалось отстоять земли железнодорожного полотна.
В 1932 году станция Мордово была переименована в станцию Оборона.
В 1928 году образован Мордовский район.
В годы Великой Отечественной войны район проводил на фронт 12340 человек. Не вернулись с полей сражения 6850 солдат. Мордово приняло 1430 беженцев и эвакуированных.
В 1968 году Мордово получило статус рабочего посёлка.
В 1993 году патриарх Московский и Всея Руси Алексий посетил Михаило-Архангельский храм и совершил в нем Божественную Литургию.

## Население
| 1744  | 1917    | 1959  | 1970  | 1979  | 1989  | 2002  | 2006  |
| ----- | ------- | ----- | ----- | ----- | ----- | ----- | ----- |
| 403   | ↗10 726 | ↘6573 | ↗8451 | ↗8772 | ↘8445 | ↘7327 | ↘6777 |
| 2009  | 2010    | 2012  | 2013  | 2014  | 2015  | 2016  | 2017  |
| ↘6592 | ↘6520   | ↘6374 | ↘6260 | ↘6149 | ↘6077 | ↘5996 | ↘5930 |
| 2018  | 2019    | 2020  | 2021  |       |       |       |       |
| ↘5857 | ↘5747   | ↘5674 | ↘5456 |       |       |       |       |

## Достопримечательности
- Главной достопримечательностью Мордово является Михаило-Архангельский храм[22], построенный на народные средства в 1859—1909 годах. Он выполнен в эклектическом стиле в виде корабля, символизирующего спасение в тихой пристани заблудших и сбившихся с пути душ. Утверждение проекта храма осуществляли чиновники Строительного отделения Губернского правления: губернский архитектор, статский советник, Александр Федорович Миролюбов и младший архитектор, надворный советник, Феофил Александрович Свирчевский. Архитектура храма имеет много схожего с проектами храмов воронежского губернского архитектора Александра Антоновича Кюи в городе Задонске: Храмом Вознесения Господня — соборный храм Богородице-Тихоновского (Тюнина) женского монастыря и Собор Троицы Живоначальной бывшего Тихоновского Троицкого (Скорбященского) монастыря, возможно, он является автором проекта храма. Престол освящен в честь Михаила Архангела, южный придел освящен в честь Флора и Лавра, северный — в честь Питирима Тамбовского (до 1945 — в честь Смоленской иконы Богоматери). Уникальный керамический иконостас доставлен в 1890 году из подмосковного Ново-Иерусалимского монастыря. Храм вмещает около 5 000 человек, что делает его одним из крупнейших на территории области.
- Памятник воинам-интернационалистам.
- Мемориальный комплекс в память о павших в годы Великой Отечественной войны жителях райцентра.
- В библиотеке функционирует литературный музей поэта Вячеслава Богданова, уроженца деревни Васильевка Мордовского района. Также в поселке установлен бюст В. А. Богданова. На здании библиотеки, названной в его честь, висит мемориальная доска, посвященная его памяти[23].

## Мероприятия
С 1997 года по инициативе администрации Мордовского района и Тамбовской областной писательской организации ежегодно проводятся Богдановские чтения в честь уроженца Тамбовщины поэта Вячеслава Богданова — литературный фестиваль с участием местных и приглашенных писателей.